# Cree (Sprache)

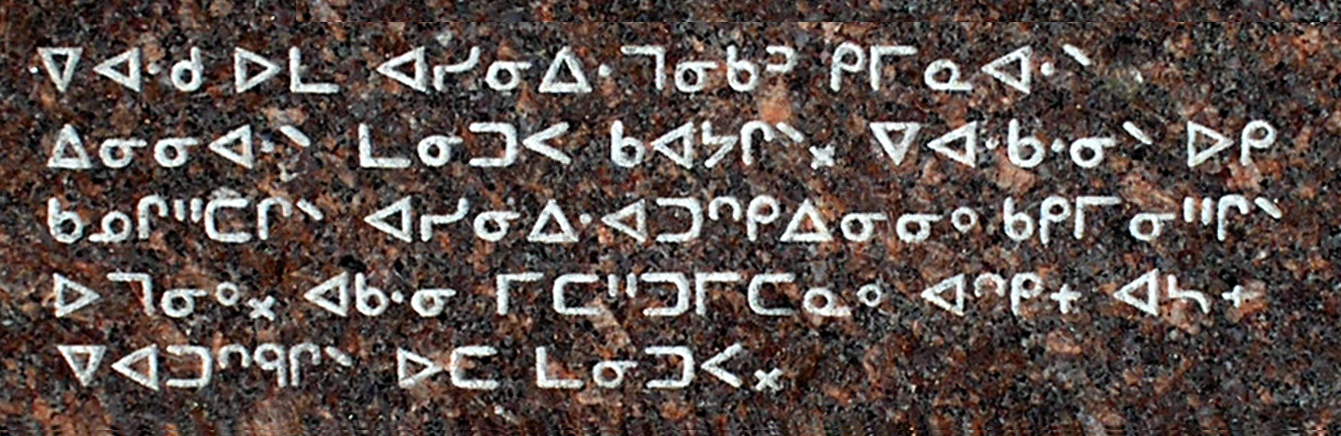
Inschrift der Plains Cree in Cree-Schrift im The-Forks-Park in Winnipeg

Die Sprache der Cree (Plains-Cree: ᓀᐦᐃᔭᐍᐏᐣ Nēhiyawēwin, andere Varianten s. u.) gehört der Algonkin-Sprachfamilie an und wird von etwa 100.000 Menschen in mehreren Regionalvarianten in großen Teilen Kanadas sowie einer kleinen Gruppe in Montana (USA) gesprochen. Von den indigenen Sprachen des englischsprachigen Nordamerika hat es die zweitmeisten Sprecher.

## Anzahl der Sprecher
Das Cree ist in Kanada die am weitesten verbreitete Sprache der First Nations. Nach offiziellen Angaben wurde sie dort 2006 von 87.285 Cree gesprochen (zuzüglich 11.080 Montagnais-Naskapi und 5.320 Atikamekw, zusammen 103.685; Census 2016: 116.585). Nimmt man die Sprecher hinzu, die sich nicht als Angehörige eines der Cree-Stämme bezeichnen, so kommt man für 2006 auf 99.950 Sprecher (zuzüglich 11.815 Montagnais-Naskapi und 5.645 Atikamekw, zusammen 117.410). In den USA, wo das Plains-Cree von etwa 100 alten Menschen auf der Rocky Boy Reservation in Montana gesprochen wird, gilt die Sprache als moribund.

## Verbreitung
Das Verbreitungsgebiet reicht von den Rocky Mountains bis an den Atlantik, wobei bis zu neun Dialekte unterschieden werden. Diese sind (von West nach Ost) Plains oder West-Cree (Alberta, Saskatchewan), Woods (Saskatchewan und Manitoba) und Swampy Cree (Manitoba und Ontario). Weiter ostwärts schließt sich das Moose Cree an. In Québec finden sich Atikamekw, Eastern Cree, Eastern Montagnais und die Sprachen der Innu und Naskapi, die überwiegend dem Cree zugerechnet werden. Das gilt nicht für das Oji-Cree, das eher eine Ojibwa-Sprache ist.

## Phonologie

### Konsonanten
In den verschiedenen Cree-Dialekten können folgende Konsonanten vorkommen:
|             | Labial | Dental | Alveolar | Postalveolar | Palatal | Velar | Glottal |
| ----------- | ------ | ------ | -------- | ------------ | ------- | ----- | ------- |
| Nasal       | m [⁠m⁠]  |        | n [⁠n⁠]    |              |         |       |         |
| Plosiv      | p [⁠p⁠]  | t [⁠t⁠]  | c [⁠t͡s⁠]   | č [⁠t͡ʃ⁠]       |         | k [⁠k⁠] |         |
| Frikativ    |        | ð [⁠ð⁠]  | s [⁠s⁠]    | š [⁠ʃ⁠]        |         |       | h [⁠h⁠]   |
| Approximant |        |        | r [⁠ɹ⁠]    |              | y [⁠j⁠]   | w [⁠w⁠] |         |
| Lateral     |        |        | l [⁠l⁠]    |              |         |       |         |

### Vokale
Die Cree-Dialekte weisen bis zu sieben Vokale auf, drei kurze und vier lange:
|                    | Kurz   | Kurz   | Lang   | Lang   |
| Vorder             | Hinter | Vorder | Hinter |        |
| ------------------ | ------ | ------ | ------ | ------ |
| Geschlossen        | i [⁠i⁠]  | o [⁠u⁠]  | ī [⁠iː⁠] | ō [⁠oː⁠] |
| Mittel-geschlossen |        |        | ē [⁠eː⁠] | ō [⁠oː⁠] |
| Mittel-offen       | a [⁠a⁠]  | a [⁠a⁠]  |        |        |
| Offen              | a [⁠a⁠]  | a [⁠a⁠]  | ā [⁠aː⁠] | ā [⁠aː⁠] |

## Regionalvarianten (Dialekte)
Cree ist ein Dialektkontinuum, das nach vielen Kriterien unterteilt werden kann. Im nördlichen Ontario und dem südlichen James Bay, Lanaudière und Mauricie in Québec wird zwischen [⁠ʃ⁠] (sch) und [⁠s⁠] unterschieden, während westlich davon beides wie /⁠s⁠/ und östlich davon beides wie /⁠ʃ⁠/ oder aber wie /⁠h⁠/ gesprochen wird. In mehreren Dialekten, darunter im nördlichen Plains Cree und im Woods Cree, sind die langen Vokale [⁠eː⁠] und [⁠iː⁠] zusammengefallen zu /⁠iː⁠/. In Chisasibi, Whapmagoostui und Kawawachikamach in Québec sind die langen Vokale [⁠eː⁠] und [⁠aː⁠] zusammengefallen zu /⁠aː⁠/.
Insbesondere werden die Dialekte allerdings nach der Realisierung des angenommenen Ur-Algonkin-Phonems *r/*l sowie von *k unterteilt:
| ISO 639-3 | Dialekt                    | Sprachgebiet                                                                                      | Eigenname                          | Reflex von *r/*l | Reflex von *k | Wort für „Mensch“, „Indianer“ ← *elenyiwa | Wort für „du“ ← *kīla | Sprecherzahl | Wörterbuch |
| --------- | -------------------------- | ------------------------------------------------------------------------------------------------- | ---------------------------------- | ---------------- | ------------- | ----------------------------------------- | --------------------- | ------------ | ---------- |
| crk       | Plains Cree oder y-Dialekt | Alberta, Saskatchewan, Manitoba, British Columbia, Nordwest-Territorien und im Norden von Montana | Nēhiyawēwin ᓀᐦᐃᔭᐍᐏᐣ                | y /⁠j⁠/            | k /⁠k⁠/         | iyiniw ᐃᔨᓂᐤ                               | kīya ᑮᔭ               | 29900        | ,          |
| cwd       | Woods Cree oder th-Dialekt | Norden von Manitoba und Saskatchewan                                                              | Nīhithawīwin ᓀᐦᐃᖬᐍᐏᐣ               | ð/th /⁠ð⁠/,/⁠θ⁠/     | k /⁠k⁠/         | iðiniw/ithiniw ᐃᖨᓂᐤ                       | kīða/kītha ᑫᖬ         | 14500        |            |
| csw       | Swampy Cree oder n-Dialekt | Norden von Saskatchewans, Manitobas und Ontario                                                   | Nêhinawêwin ᓀᐦᐃᓇᐍᐏᐣ                | n /⁠n⁠/            | k /⁠k⁠/         | ininiw ᐃᓂᓂᐤ                               | kīna ᑮᓇ               | 21300        |            |
| crm       | Moose Cree oder l-Dialekt  | Norden von Ontario                                                                                | Nēhinawēwin                        | l /⁠l⁠/            | k /⁠k⁠/         | iliniw                                    | kīla                  | 150          |            |
| atj       | Atikamekw oder r-Dialekt   | im Mittleren Québec                                                                               | Nēhinawēwin, Nehirâmowin           | r /⁠ɹ⁠/            | k /⁠k⁠/         | iriniw                                    | kīr                   | 5400         |            |
| crl       | Nordost-Cree               | Québec                                                                                            | Īyiyū Ayimūn ᐄᔨᔫ ᐊᔨᒨᓐ              | y /⁠j⁠/            | č /⁠tʃ⁠/        | īyiyiw ᐄᔨᔨᐤ                               | čiy                   | 11500        |            |
| crj       | Südost-Cree                | Québec                                                                                            | Īnū Ayimūn ᐄᓅ ᐊᔨᒨᓐ                 | y /⁠j⁠/            | č /⁠tʃ⁠/        | īyiyū ᐄᔨᔫ                                 | čiy                   | 4455         |            |
| nsk       | Naskapi oder y-Dialekt     | Nordosten von Québec und Norden von Labrador                                                      | Iyuw iyimuun ᐃᔪᐤ ᐃᔨᒧᐅᓐ             | y /⁠j⁠/            | č /⁠tʃ⁠/        | iyyū                                      | čiy                   | 700          |            |
| moe       | West-Innu oder l-Dialekt   | Québec                                                                                            | Ilnu-aimun / Nenueun / Neːhlweːuːn | l /⁠l⁠/            | č /⁠tʃ⁠/        | īlnu                                      | čīl                   | 3900         |            |
| moe       | Ost-Innu oder n-Dialekt    | Québec, Neufundland und Labrador                                                                  | Innu-aimun                         | n /⁠n⁠/            | č /⁠tʃ⁠/        | innu                                      | čīn                   | 6500         |            |

## Schrift

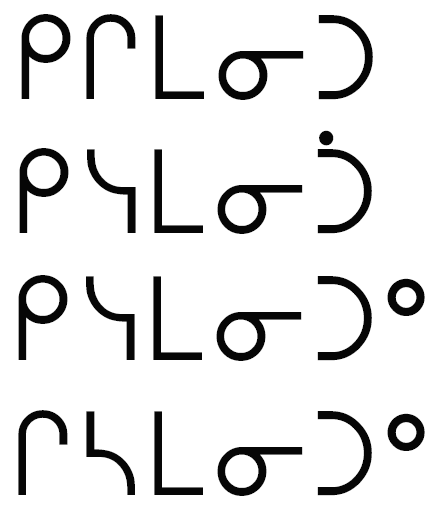
Die Vielfalt in der Aussprache spiegelt sich auch in der Schreibweise des Wortes Kitchi-Manitu (Gott) in Cree-Silbenschrift wider: Kicemanito (Neues Testament auf Cree 1876), Kisemanitô (Bibel auf Cree 1862), Kisemanitow (Neues Testament auf Cree 1908), Chisamanitu (Neues Testament auf Naskapi 2007)

Während im östlichen Québec und in Labrador Cree fast immer mit lateinischen Buchstaben geschrieben wird, ist in den anderen Landesteilen die Cree-Schrift üblich, eine Silbenschrift, obwohl parallel auch lateinische Schrift verwendet wird. Cree wird horizontal von links nach rechts geschrieben. Die phonetischen Werte der Silbenzeichen, angepasst an die Phonetik der Dialekte, unterscheiden sich nach zwei Großregionen: Die Dialekte Plains Cree, Woods Cree und Swampy Cree verwenden die Westliche Cree-Schrift, die Dialekte East Cree, Moose Cree und Naskapi dagegen die Östliche Cree-Schrift. Der Vokal wird durch die Ausrichtung des Silbenzeichens bestimmt, was in der Regel für die vier Algonkin-Vokalwerte ausreicht, während etwa Naskapi sogar mit drei Vokalwerten auskommt. Da aber manche Dialekte bis zu sieben Vokale aufweisen, werden hier auch Diakritische Zeichen verwendet.

## Cree-Literatur
Der Methodisten-Missionar James Evans entwickelte die Cree-Schrift zwischen 1840 und 1846 in Zusammenarbeit mit zum Christentum bekehrten Indigenen der Cree und Ojibwe in Norway House an der Hudson Bay. So besteht ein großer Teil der seitdem entstandenen creesprachigen Literatur aus Bibelübersetzungen, Gesangbüchern und anderen christlichen Texten. Bereits 1862 erschien in Cree-Silbenschrift die komplette Bibel auf Plains-Cree (West-Cree, Altes Testament 1861, Neues Testament 1862), übersetzt vom methodistischen, später anglikanischen Pastor William Mason und Sophia Thomas Mason, was die zweite Bibelübersetzung in eine indigene Sprache des amerikanischen Doppelkontinents war. Eine Übersetzung des Neuen Testaments ins Moose-Cree durch den anglikanischen Bischof John Horden kam 1876 heraus. 1908 folgten eine Neubearbeitung des Neuen Testaments auf Plains-Cree durch John A. MacKay (Neuauflage u. a. 1990) und in jüngster Zeit eine Übersetzung ins Naskapi 2007. Auch in lateinischer Schrift ist das Neue Testament veröffentlicht worden. Die Kanadische Bibelgesellschaft plant derzeit in Zusammenarbeit mit den Wycliffe-Bibelübersetzern die Veröffentlichung einer erneuten Überarbeitung der Bibel ins Plains-Cree, die sowohl in Silbenschrift als auch in lateinischer Schrift erscheinen soll.
Die durch fehlende Drucktypen begrenzten Möglichkeiten zum Druck ließen andersartige Veröffentlichungen in Cree-Silbenschrift kaum zu. In jüngerer Zeit sind auch Silben-Schreibmaschinen und schließlich Textverarbeitung mit Silbenschrift (Kanadischer Silbenzeichensatz) entwickelt worden, so dass seitdem auch Lehrbücher, Zeitungen und selbst offizielle Dokumente in dieser Sprache in Silbenschrift herausgekommen sind.

### Beispiele für Cree-Literatur in Silbenschrift
- Hymn Book. (Von James Evans) Norway House, 1841.
- Catechism. (Übers. James Evans) Rossville, É. N.
- The Holy Bible. (Übers. John Sinclair, Henry Steinhauer) London, 1861.
- Bunyan: Pilgrim´S Progress. (Übers. John Sinclair) Toronto, 1900.
- Cree Hymn Book. (Von John Mcdougall) Toronto, 1888.
- Cree Hymn Book. (Von Robert Steinauer, Egerton Steinauer) Toronto, 1920.
- The Epistle of Paul The Apostle To The Galatians. (Übers. Joseph Reader) Oonikup (Northwest Territory), S. A.
- The Acts of The Apostles And The Epistles. London, 1891.
- The Books of The New Testament. London, 1859.
- The Epistle of Paul the Apostle to the Ephesians; the Epistle of Jacob; the First Epistle General of John. (Übers. Thomas Hullburt) Rossville, 1857.
- The Travellers´ Spiritual Provision (Calendar) S. L., S. A.
- The Handbook to Scripture Truth: Words of Admonition, Counsel and Comfort. Toronto, 1893.
- Prières, Cantiques, Catéchisme Etc. En Lanque Crise. Montreal, 1886.
- The Book of Common Prayer, (Übers. John Horden) London, 1889 (Addl. Printings Through 1970).

## Abgeleitete Sprachen
Das Michif der Métis ist eine Mischsprache, bei der das Nominalsystem französisch und das Verbalsystem Cree ist.